# Mark Millar
Mark Millar (* 24. prosince 1969, Coatbridge, Skotsko) je skotský komiksový scenárista známý pro svá díla The Authority, The Ultimates, Marvel Knights Spider-Man, Ultimate Fantastic Four, Civil War, The Secret Service, Wanted a Kick-Ass. Některá z nich byla i zfilmována: Wanted (2008), Kick-Ass (2010), Kick-Ass 2 (2013), Kingsman: Tajná služba (2015), Captain America: Civil War (2016), Kingsman: Zlatý kruh (2017) a Kingsman: První mise (2021). Všechny své adaptace také produkuje.
V roce 2004 založil vlastní komiksový imprint Millarworld, na kterém vydal některé své slavné komiksy (Wanted, Kick-Ass, Kingsman: Secret Service nebo Jupiter's Legacy). Millar byl 4x nominován na Eisner Award (2000–01) a 2x na Eagle Award (2004–05).

## Česky vydané komiksy
V České republice vydaly komiksy Marka Millara nakladatelství BB/art, CREW a Comics Centrum.

### Sešity
- 1998 – Judge Dredd: Egyptská kniha mrtvých, část 1 (v Crew #08) (s Grant Morrison a Dermot Power)
- 1998 – Judge Dredd: Egyptská kniha mrtvých, část 2 (v Crew #09) (s Grant Morrison a Dermot Power)
- 2007 – Mrtvý nebo živý (ochutnávka) (v Crew2 #20) (s JG Jones)

### Knihy
- 2003 – Vampirella (s Mike Mayhew)
- 2007 – Mrtvý nebo živý (s JG Jones)
- 2011 – Ultimate Fantastic Four #1: Zrod (s Adam Kubert)
- 2012 – Superman: Rudá hvězda (s Dave Johnson)

- Kick-Ass
  - 2010 – Kick-Ass: Nářez (s John Romita Jr.)
  - 2013 – Kick-Ass 2: Nářez 2 (s John Romita Jr.)
  - 2018 – Kick-Ass 3: Nářez 3 (s John Romita Jr.)

- Ultimates
  - 2008 – Ultimates 1/1: Nadčlověk (s Bryan Hitch)
  - 2009 – Ultimates 1/2: Národní bezpečnost (s Bryan Hitch)
  - 2010 – Ultimates 2/1: Bohové a monstra (s Bryan Hitch)
  - 2011 – Ultimates 2/2: Jak ukrást Ameriku (s Bryan Hitch)

- Ultimate X-Men (#1–25 a Ultimate War #1–4) ve společné knize Ultimate Spider-Man a spol. (s Adam Kubert a Chris Bachalo)
  - 2012–13 – Ultimate X-Men: Lidé zítřka #1–6
  - 2013 – Ultimate X-Men: Návrat do projektu X #1–6
  - 2013 – Ultimate X-Men: Gambit #1–2
  - 2013–14 – Ultimate X-Men: Světové turné #1–4
  - 2014 – Ultimate X-Men: Rezignace
  - 2014 – Ultimate X-Men: Pekelný oheň #1–5
  - 2014 – Ultimate X-Men: Rozhodující boj #1–4

- Ultimátní komiksový komplet
  - 2013 – Ultimátní komiksový komplet #016: Ultimates: Nadčlověk
  - 2014 – Ultimátní komiksový komplet #037: Ultimates: Národní bezpečnost
  - 2014 – Ultimátní komiksový komplet #042: Občanská válka
  - 2015 – Ultimátní komiksový komplet #056: Wolverine: Starej dobrej Logan
  - 2015 – Ultimátní komiksový komplet #063: Marvel Knights Spider-Man: Dolů mezi mrtvé
  - 2015 – Ultimátní komiksový komplet #064: Marvel Knights Spider-Man: Jed

- Ultimátní komiksový komplet#Komiksový výběr Spider-Man
- 2020 – Komiksový výběr Spider-Man #014: Dolů mezi mrtvé
- 2020 – Komiksový výběr Spider-Man #018: Poslední vzdor

## Filmové a televizní adaptace

### Filmy
- Wanted - V originále Wanted, americký hraný film, režie Timur Bekmambetov, 2008.
- Kick-Ass - V originále Kick-Ass, americký hraný film, režie Matthew Vaughn, 2010.
- Kick-Ass 2 - V originále Kick-Ass 2, americký hraný film, režie Jeff Wadlow, 2013.
- Kingsman: Tajná služba - V originále Kingsman: The Secret Service, americký hraný film, režie Matthew Vaughn, 2014.
- Fantatická čtyřka - V originále Fantastic Four, americký hraný film, režie Josh Trank, 2015.
- Captain America: Civil War - V originále Captain America: Civil War, americký hraný film, režie Anthony a Joe Russoovi, 2016.
- Logan: Wolverine - V originále Logan, americký hraný film, režie James Mangold, 2017.
- Kingsman: Zlatý kruh - V originále Kingsman: The Golden Circle, americký hraný film, režie Matthew Vaughn, 2017.
- Superman: Red Son - V originále Superman: Red Son, americký animovaný film, režie Sam Liu, 2020.
- Kingsman: První mise - V originále The King's Man, americký hraný film, režie Matthew Vaughn, 2021.

### Televize
- Jupiter's Legacy - V originále Jupiter's Legacy, americký hraný seriál VOD služby Netflix, showrunner Steven S. DeKnight, 2021.

### Trident
- Saviour #1–6 (s Daniel Vallely a Nigel Kitching, 1989–1990)
- Trident #5: "Saviour" (s Nigel Kitching, 1990)
- The Shadowmen #1–2 (s Andrew Hope, 1990)

### Fleetway
- 2000 AD
  - Tharg's Future Shocks #643, 648, 785, 786, 706–711 (1989–1992)
  - Silo (s Dave D'Antiquis, v #706–711, 1990)
  - Judge Dredd #Winter Special '90, #829, 835–836, 840–841, 854–855, 859–872, 879–880, 928–937, 968–969, 1029–1030 a Sci-Fi Special '94 (1990–1997)
  - Robo-Hunter #723–734, 750–759, 792–802, 813–816, 819–822, 825–827, 881–884, Sci-Fi Special '91 a Yearbook '92 a '93 (1991–1994)
  - Red Razors – Judge Dredd Megazine vol. 1 #8–15; #908–917; Judge Dredd Mega-Special #5; Judge Dredd Yearbook '93; #971 (1991–1995)
  - Tales from Beyond Science #774, 776, Winter Special '92, Sci-Fi Special '94 (1992–1994)
  - The Spider: "Vicious Games" (1992)
  - Rogue Trooper
  - Purgatory
  - Tharg's Terror Tales
  - Maniac 5
  - Big Dave
  - Canon Fodder #861–867
  - The Grudge-Father #878–883
  - Babe Race 2000 #883–888 a Yearbook '95
  - Janus: Psi-Division
- Crisis
- Revolver Special #1
- Sonic the Comic

### DC Comics
- Swamp Thing #140–171 (1994–1996)
- Legends of the Dark Knight #79 (1996)
- Aztek, the Ultimate Man #1–10 (1996–97)
- The Flash #130–141 (1997–98)
- JLA: Paradise Lost #1–3 (1998)
- JLA 80-Page Giant #1 (1998)
- JLA #27 (1999)
- DC One Million 80-Page Giant #1 (1999)
- Silver Age: Justice League of America: "The League without Justice!" (2000)
- Superman Adventures #16–38, 41 a 52 (1998–01)
- Tangent Comics: The Superman: "Future Shock" (1998)
- Action Comics #753–755, 758 (1999)
- Superman 80-Page Giant #2 (1999)
- Team Superman: "They Died with Their Capes On" (1999)
- Adventures of Superman #573–576 (1999–00)
- Superman for the Animals: "Dear Superman..." (2000)
- Superman: Red Son #1–3 (2003)
- Books of Magic Annual #3 (1999)
- Wonder Woman #153 (2000)

### Marvel Comics
- Skrull Kill Krew #1–5 (1995)
- Marvels Comics: X-Men: "How I Learned to Love the Bomb" (2000)
- Ultimate X-Men #1–33 (2000–03)
- Wolverine v3 #20–32 a Old Man Logan (#66–72 a Old Man Logan Giant-Sized Special) (2004–05 a 2008–09)
- The Ultimates vol. 1 #1–13 (2002–04)
- The Ultimates vol. 2 #1–13 (2005–07)
- 411 #1: "Tit-for-Tat" (2003)
- Trouble #1–5 (2003)
- Marvel Knights Spider-Man #1–12 (2004–05)
- Ultimate Fantastic Four #1–4 (2004) a #21–32 (2005–06)
- Fantastic Four #554–569 (2008–09)
- Civil War #1–7 (2006–07)
- Marvel 1985 #1–6 (2008)
- Ultimate Comics: Avengers Omnibus (2009–11)

### Icon Comics
- Kick-Ass #1–8 (2008–10)
- Kick-Ass 2: Balls to the Wall #1–7 (2010–12)
- Hit-Girl #1–5 (2012–13)
- Kick-Ass 3 #1–8 (2013–14)
- Nemesis #1–4 (2010–11)
- Superior #1–7 (2010–12)
- Supercrooks #1–4 (2012)
- The Secret Service #1–6 (2012–13)
- Empress #1–7 (2016)

### Image Comics
- War Heroes #1–3 (2008–09)
- Jupiter's Legacy (Vol. 1) #1–5 (2013–15)
- Jupiter's Legacy (Vol. 2) #1–5 (2016–17)
- Starlight #1–6 (2014)
- MPH #1–5 (2014–15)
- Chrononauts #1–4 (2015)
- Jupiter's Circle (Vol. 1) #1–6 (2015)
- Jupiter's Circle (Vol. 2) #1–6 (2015–2016)
- Huck #1–5 (2015–2016)
- Reborn #1–6 (2016–2017)
- Kick-Ass #1–... (2018–...)
- Hit-Girl #1–4 (2018)
- The Magic Order #1–6 (2018)

### Ostatní
- Vampirella (1996–97)
- The Authority #13–20, 22, 27–29 (2000–02)
- Witchblade: Demon (2003)
- Wanted #1–6 (2003–04)
- Youngblood: Bloodsport #1 (2003)
- The Unfunnies #1–4 (2004–07)
- Chosen #1–3 (2004)